# Junimond (Film)
Junimond ist ein deutsches Filmdrama aus dem Jahr 2002.

## Handlung
Die beiden Einzelgänger Paul und Nele treffen in Paderborn aufeinander. Paul will seine schrecklichen Erlebnisse als KFOR-Soldat im Kosovo vergessen und Nele hat Probleme mit ihren Eltern, deren Ehe nach dem Auszug der Kinder zu zerbrechen droht.
Beide sind fest davon überzeugt, nur Freunde sein zu wollen, trotzdem kommen sie sich langsam näher und die Liebesgeschichte könnte perfekt werden. Doch die beiden einsamen Seelen pflegen eine nur platonische Nähe und sind damit nur scheinbar zufrieden. Dann geht Paul zu einer eigentlich harmlosen Untersuchung zum Arzt, weil er sich müde fühlt. Kurz darauf wird klar, dass er Blutkrebs im fortgeschrittenen Stadium hat – es besteht keine Heilungschance mehr. Zwar finden beide in dieser schweren Stunde zueinander und gestehen sich ihre Zuneigung, doch bleibt beiden nur noch wenig Zeit miteinander: Paul wird im Krankenhaus jeden Tag schwächer und der Tod scheint immer näher zu rücken. Da entschließt sich Nele, ihm (gerade noch rechtzeitig) einen lang ersehnten Wunsch zu erfüllen – mit einem alten Citroën DS durch die Vogesen in Frankreich in den Sonnenaufgang zu fahren.

## Kritiken
epd Film: „Zwei Leidende, Einsame, die sich finden – von der Handlung her klingt „Junimond“ ziemlich stereotyp. Aber der Film ist ziemlich genau das Gegenteil, voller Einfälle und kleiner Beobachtungen.“ 